# Toegangshek Hoog Wolde
Het Toegangshek van villa Hoog Wolde is een gemeentelijk monument in Baarn in de provincie Utrecht. Het huis staat in het Wilhelminapark dat onderdeel is van  rijksbeschermd dorpsgezicht Prins Hendrikpark e.o..
Het toegangshek stond bij de hoofdingang van de tuin van villa Hoog Wolde op de hoek van de Oude Utrechtseweg en de Gerrit van der Veenlaan. Het hek bestaat uit twee bakstenen pijlers, verbonden door een smeedijzeren boog met lantaarn. In de boog is in smeedijzer de naam Hoog Wolde opgenomen. Op een ingemetselde steen staat vermeld dat het hek in 1950 is geplaatst.

## Villa Hoog Wolde
Villa Favorita, zoals villa Hoog Wolde eerst heette, was na de aanleg van de Oosterspoorweg in 1874 een van de eerst gebouwde Baarnse villa's. De villa voor W.E. Matthes uit Amsterdam was een van de grootste van Baarn en was een van de eerste ontwerpen van architect A. L. van Gendt. Van Gendt werkte daarvoor als stationsarchitect voor de Staatsspoorwegen. De naam Villa Favorita is begin 20e eeuw veranderd in Hoog Wolde.
In 1950 werden de platenactiviteiten van Philips (Phonografische Industrie) gehuisvest in Hoog Wolde. Nadien is het gebruikt als kantoorpand, waarbij vele verbouwingen werden uitgevoerd. In 1995 is de villa afgebroken. Op het perceel staat sindsdien een modern kantorencomplex. Het koetshuis Hoog Wolde aan de Oude Utrechtseweg is bewaard gebleven.